# Nošovice
Nošovice (in polacco Noszowice, in tedesco Noschowitz) è un comune della Repubblica Ceca facente parte del distretto di Frýdek-Místek, nella regione della Moravia-Slesia.